# Chespiritos sindecimus
Chespiritos sindecimus är en tvåvingeart som beskrevs av Marshall 2000. Chespiritos sindecimus ingår i släktet Chespiritos och familjen hoppflugor. Inga underarter finns listade i Catalogue of Life.